# Liriomyza myrsinitae
Liriomyza myrsinitae är en tvåvingeart som beskrevs av Erich Martin Hering 1957. Liriomyza myrsinitae ingår i släktet Liriomyza och familjen minerarflugor.
Artens utbredningsområde är Bulgarien. Inga underarter finns listade i Catalogue of Life.